# Rakitovec (Chorwacja)
Rakitovec – wieś w Chorwacji, w żupanii zagrzebskiej, w mieście Velika Gorica. W 2011 roku liczyła 570 mieszkańców.